# ジルカロイ
ジルカロイ（英語：zircaloy, zircalloy）はジルコニウムの合金である（alloyは合金の意）。ジルカロイの主な用途の1つは核技術関係である。ジルカロイは熱中性子の吸収反応断面積が非常に小さく、原子炉の燃料被覆管の材料として使われる。ジルカロイ-2とジルカロイ-4は1.5%のスズを含む。他にニオブ、クロム、鉄、ニッケルなどを含む。

## 種類
ジルカロイ-1
ジルコニウムと2.5%のスズからなる。しかし、腐食速度が時間と共に増加する性質があり、それに対抗するために他の元素を加えることが必要である。
ジルカロイ-2 (Zry-2)
ジルコニウム98.25 重量%、スズ1.45%、クロム0.10%、鉄0.135%、ニッケル0.055%、ハフニウム0.01%からなる。
ジルカロイ-4 (Zry-4)
ジルコニウム98.23重量%、スズ1.45%、鉄0.21%、クロム0.1%、ハフニウム0.01%からなる。
ジルカロイ-4の腐食特性は微量のニッケルを加えることで改善できる。ニッケルを添加したジルカロイ-4はノジュラー腐食への耐性が有意に高まり、一方で水素吸収速度や均一腐食への耐性は悪化しない。

## 概要
原子炉級ジルカロイはハフニウムが含まれないように精製されていなければならない。ハフニウムは中性子吸収断面積がジルコニウムのおよそ600倍と極めて高く、燃料棒中の核燃料の連鎖反応を阻害するためである。一般に工業用ジルコニウムは1-5%のハフニウムを含んでいる。ハフニウムの除去プロセスは、ハフニウムとジルコニウムの性質が極めてよく似ているため大きな困難が伴う。実際にジルコニウムとハフニウムは最も分離が困難な元素の組み合わせの1つである（ハフニウムの発見が遅かったのもこれが原因である）。分離には主に2つの方法が使われている。1つは2種の金属のチオシアン酸塩のメチルイソブチルケトンへの溶解度の差を利用して分別晶析する方法であり、この方法は主にアメリカで用いられる。もう1つは精留で、この方法は主にヨーロッパで用いられる。結果として原子炉級ジルコニウムはハフニウムが混入した工業用に比べ約10倍の価格となり、原子炉製造が高費用となる要因の１つである。なお、分離されたハフニウムは制御棒に用いられる。
ジルカロイは水素と強い親和性がある。水素の吸着は水素脆化を引き起こし、燃料要素破損を起こすことでホットパーティクルの放出につながる可能性がある。ジルカロイは酸素と簡単に反応し、表面に不動態を形成する。ジルカロイはオーステナイト鋼よりも腐食耐性と中性子透過性に優れている。しかし、不純物（例えば、300ppm以上の炭素や40ppm以上の窒素）が含まれていると腐食耐性は有意に低下する。酸化ジルコニウムの厚い不動態層を作っておくことでジルカロイの腐食耐性を高めることができる。二酸化チタン皮膜も同様に用いられる。
他のジルカロイとして、5%のニオブを含むZr705、ハフニウムを含まないこと以外は同じ組成のZr-5Nb、3Zi（Zr97%、Al1%、Sn1%、Mo1%）などがある。
西側諸国と旧ソ連の核技術の最も大きな違いの1つはジルカロイの組成である。西側企業の支援により建設された原子炉はジルコニウム-スズ合金であり、旧ソ連、東欧、中国の支援で建設された原子炉はジルコニウム-ニオブ合金である。
ここ何年かの間で、非常に低い腐食速度を持つ（Zr- 1% Nb）合金が著しい発展を見せた。E110（ロシア）、Zirlo（ウェスティングハウス）、M5（フラマトムANP）などである。
いくつかのジルカロイは生体適合性を有し、インプラントとして用いられる。